# BVA Cup 2023 (femminile)
La BVA Cup 2023, 16ª edizione della omonima competizione di pallavolo femminile, si è svolta dal 19 al 21 settembre 2023: al torneo hanno partecipato quattro squadre di club afferenti alla BVA e la vittoria finale è andata per la prima volta al Galatasaray.

## Regolamento

### Formula
La formula ha previsto un girone all'italiana.

### Criteri di classifica
Se il risultato finale è stato di 3-0 o 3-1 sono stati assegnati 3 punti alla squadra vincente e 0 a quella sconfitta, se il risultato finale è stato di 3-2 sono stati assegnati 2 punti alla squadra vincente e 1 a quella sconfitta.
L'ordine del posizionamento in classifica è stato definito in base a:
- Numero di partite vinte;
- Punti;
- Ratio dei set vinti/persi;
- Ratio dei punti realizzati/subiti;
- Risultati degli scontri diretti.

## Squadre partecipanti
- Skënderbeu
- Markopoulo
- Drita
- Galatasaray

## Torneo

### Risultati
| 19 settembre 2023 Palestra Bashkim Selishta, Gjilan Durata: 0h:59 - Spettatori: 90    | Galatasaray | 3 - 0 | Skënderbeu  | 25-16, 25-9, 25-8                |
| 19 settembre 2023 Palestra Bashkim Selishta, Gjilan Durata: 1h:42 - Spettatori: 500   | Drita       | 1 - 3 | Markopoulo  | 17-25, 23-25, 26-24, 20-25       |
| 20 settembre 2023 Palestra Bashkim Selishta, Gjilan Durata: 1h:13 - Spettatori: 80    | Markopoulo  | 0 - 3 | Galatasaray | 23-25, 13-25, 23-25              |
| 20 settembre 2023 Palestra Bashkim Selishta, Gjilan Durata: 2h:02 - Spettatori: 650   | Drita       | 2 - 3 | Skënderbeu  | 25-27, 25-18, 25-23, 23-25, 7-15 |
| 21 settembre 2023 Palestra Bashkim Selishta, Gjilan Durata: 1h:08 - Spettatori: 40    | Skënderbeu  | 0 - 3 | Markopoulo  | 24-26, 12-25, 17-25              |
| 21 settembre 2023 Palestra Bashkim Selishta, Gjilan Durata: 1h:04 - Spettatori: 1 200 | Drita       | 0 - 3 | Galatasaray | 11-25, 21-25, 14-25              |

### Classifica
| Pos. | Squadra     | Pt | G | V | P | SV | SP | Ratio | PF  | PS  | Ratio |
| ---- | ----------- | -- | - | - | - | -- | -- | ----- | --- | --- | ----- |
| 1.   | Galatasaray | 9  | 3 | 3 | 0 | 9  | 0  | MAX   | 225 | 138 | 1,630 |
| 2.   | Markopoulo  | 6  | 3 | 2 | 1 | 6  | 4  | 1,500 | 234 | 214 | 1,093 |
| 3.   | Skënderbeu  | 2  | 3 | 1 | 2 | 3  | 8  | 0,375 | 204 | 256 | 0,796 |
| 4.   | Drita       | 1  | 3 | 0 | 3 | 3  | 9  | 0,333 | 237 | 282 | 0,840 |

## Classifica finale
| Pos | Squadra     | Qualificazione        |
| --- | ----------- | --------------------- |
|     | Galatasaray | Challenge Cup 2023-24 |
| 2   | Markopoulo  |                       |
| 3   | Skënderbeu  |                       |
| 4   | Drita       |                       |

## Premi individuali
| Premio                 | Nome                 | Squadra     |
| ---------------------- | -------------------- | ----------- |
| MVP                    | Logan Eggleston      | Galatasaray |
| Miglior palleggiatrice | Lara Nagels          | Markopoulo  |
| Miglior opposto        | Danielle Cuttino     | Galatasaray |
| Miglior schiacciatrice | Asīmina Nikologiannī | Markopoulo  |
| Miglior centrale       | Ayçin Akyol          | Galatasaray |
| Miglior libero         | Anxhela Mehmeti      | Skënderbeu  |
| Miglior fair play      | Adelajda Prenga      | Drita       |